# Ctenomys argentinus
El tucu-tucu argentino o tuco-tuco chaqueño (Ctenomys argentinus) es una especie de roedor de la familia Ctenomyidae.
Es endémica de Argentina. La especie más cercana es Ctenomys tuconax 

## Fuente
- Baillie, J. 1996. Ctenomys argentinus. 2006 IUCN Lista Roja de Especies Amenazadas; consultado el 29 de julio de 2007.
- Contreras, J. y L. Berry. 1982. Ctenomys argentinus, una nueva especie de tuco-tuco procedente de la provincia del Chaco Rep. Arg. (Rod. Oct.). Historia Natural 2, 20:165-173. Corrientes.
- Díaz, G. y Ojeda, R. (Eds.) 2000. Libro Rojo de Mamíferos Amenazados de la Argentina. Sociedad Argentina para el Estudio de los Mamíferos (SAREM). 106 pp.

1. ↑  Bidau, C.; Lessa, E. (2008). «Ctenomys argentinus». The IUCN Red List of Threatened Species (IUCN) 2008: e.T5795A11707416. doi:10.2305/IUCN.UK.2008.RLTS.T5795A11707416.en. Consultado el 11 de enero de 2018.